# John Moresby
John Moresby (Allerford, 15 de marzo de 1830 - Fareham, 12 de julio de 1922) fue un oficial naval británico que exploró la costa de Nueva Guinea y fue el primer europeo en descubrir el sitio de Puerto Moresby, actual capital de Papúa Nueva Guinea.

## Biografía
Moresby nació en Allerford, Somerset, Inglaterra, hijo de Eliza Louisa y del almirante de la flota Fairfax Moresby. Se unió a la marina a temprana edad como voluntario de primera clase en el HMS Victor.
El 23 de enero de 1871, fue designado al mando del crucero vapor de ruedas de 1.031 toneladas HMS <i id="mwHw">Basilisk</i>, en el que realizó estudios hidrológicos rodeando el este de la isla de Nueva Guinea. Durante el reconocimiento de la costa sur, descubrió el puerto al que llamó Fairfax en honor a su padre. La ciudad allí establecida allí, sobre el sitio de aldeas nativas ya existentes (como Hanuabada), se llamó Port Moresby y ahora es la capital de la nación.
Moresby también buscaba una ruta más corta entre Australia y China y en el extremo oriental de la isla descubrió el estrecho de China, que la separa de la isla de Samarai. Continuó explorando a lo largo de la costa noroeste hasta el golfo de Huon.
El Basilisk, bajo el mando de Moresby, visitó las islas Ellice en julio de 1872.
El 29 de septiembre de 1876, Moresby tomó el mando del HMS Endymion, y permaneció en ese puesto hasta el 6 de marzo de 1878, cuando fue nombrado capitán a cargo del Real Astillero Naval en la colonia británica de Bermudas.
Posteriormente fue ascendido a contralmirante, y murió el 12 de julio de 1922 en Fareham, Hampshire, Inglaterra.

## Obras
- New Guinea and Polynesia..., John Moresby, John Murray 1876 (reimpreso en 2002, Elibron Classics, ISBN 1-4021-8798-X)
- Two Admirals, Admiral of the Fleet, Sir Fairfax Moresby (1786–1877), and His Son, John Moresby. A Record of Life and Service in the British Navy for a Hundred Years, John Moresby, Murray, Londres 1909